# Joachim le Jeune
Joachim le Jeune de Poméranie en allemand Joachim der Jüngere né après 1424 mort le 29 septembre 1451 parfois nommé Joachim II de Poméranie, duc de Poméranie-Szczecin de 1435 à 1451.

## Origine
Joachim est le fils du duc Casimir V de Poméranie et de son épouse Catherine de Brunswick-Lunebourg. Il doit son surnom à un frère ainé homonyme prédécédé : « Joachim l'Aîné ». Il a également deux sœurs : Anne, épouse de Jean V de Mecklembourg-Schwerin, et Marguerite, épouse de Albert VIII comte de Lindow-Ruppin.

## Règne
Joachim succède à son père à l'âge de huit ans sous la régence de l'Électeur Frédéric II de Brandebourg jusqu'en 1440. Cette année, allié à son tuteur et à ses cousins de Poméranie Wolgast il entreprend une guerre contre les ducs de Mecklembourg. Ce conflit se termine en 1442 par de longues négociations dans lesquelles intervient Frédéric II de Brandebourg. Ce dernier réclame le contrôle de Pasewalk et de Torgelow. Lors de la paix finale le 3 mai 1448 Frédéric II renonce finalement à ses prétentions contre la promesse de l'obtention des villes après l'extinction de l'ensemble de la ligne masculine des ducs de Poméranie. En 1442, le duc Joachim octroie à la ville de Neuwarp des privilèges, en particulier celui de haute et basse justice.
Au cours de la première moitié du XVe siècle, le duché de Poméranie subit une épidémie de peste endémique. Au cours de l'année 1451 meurent non seulement Joachim de Szczecin, mais aussi Barnim VII à Barth, alors que la région de Wolgast désormais entre les mains de Warcisław IX de Poméranie semble plus épargnée. Joachim le Jeune décédé de la peste le 22 septembre 1451 à Szczecin. Il laisse un fils de sept ans Otto III. La régence du jeune duc est assurée par le prince-électeur Frédéric II de Brandebourg, oncle de sa mère qui se remarie dès 1454 avec le duc Warcisław X de Poméranie et meurt en 1465.

## Union et postérité
Joachim le Jeune épouse en 1440 Élisabeth de Brandebourg, fille du margrave Jean IV de Brandebourg-Kulmbach et de son épouse Barbara de Saxe-Wittenberg. Ils ont un unique enfant:
- Otto III de Poméranie